# Heliconia collinsiana
Heliconia collinsiana är en enhjärtbladig växtart som beskrevs av Robert Fiske Griggs. Heliconia collinsiana ingår i släktet Heliconia och familjen Heliconiaceae.

## Underarter
Arten delas in i följande underarter:
- H. c. collinsiana
- H. c. velutina

## Bildgalleri

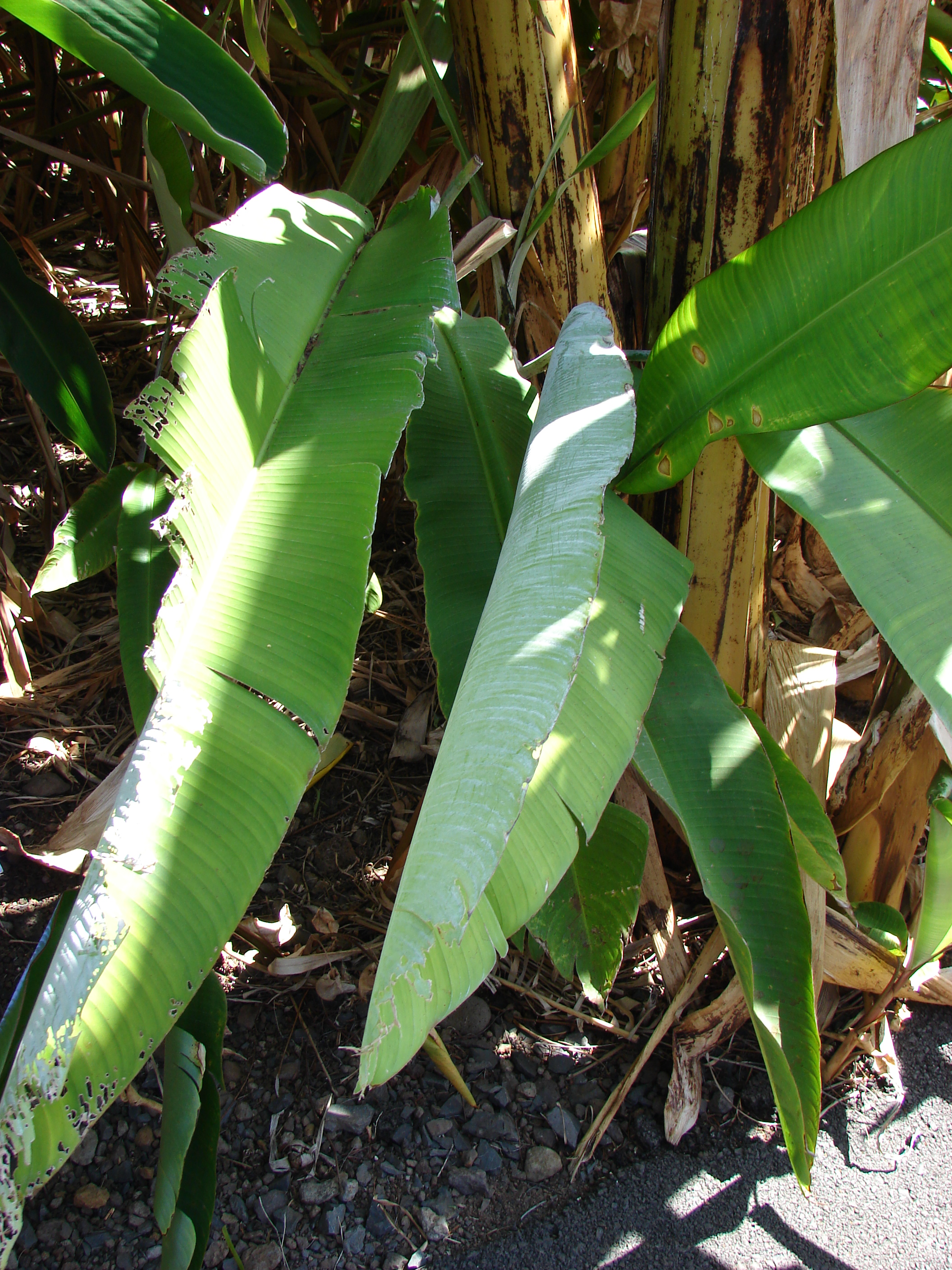
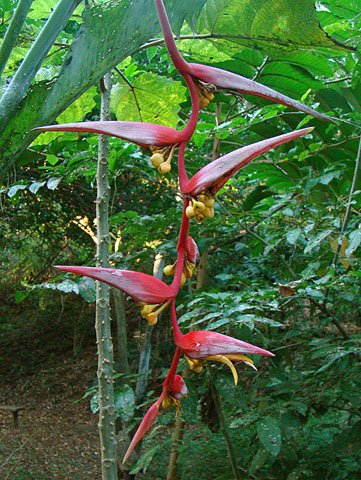
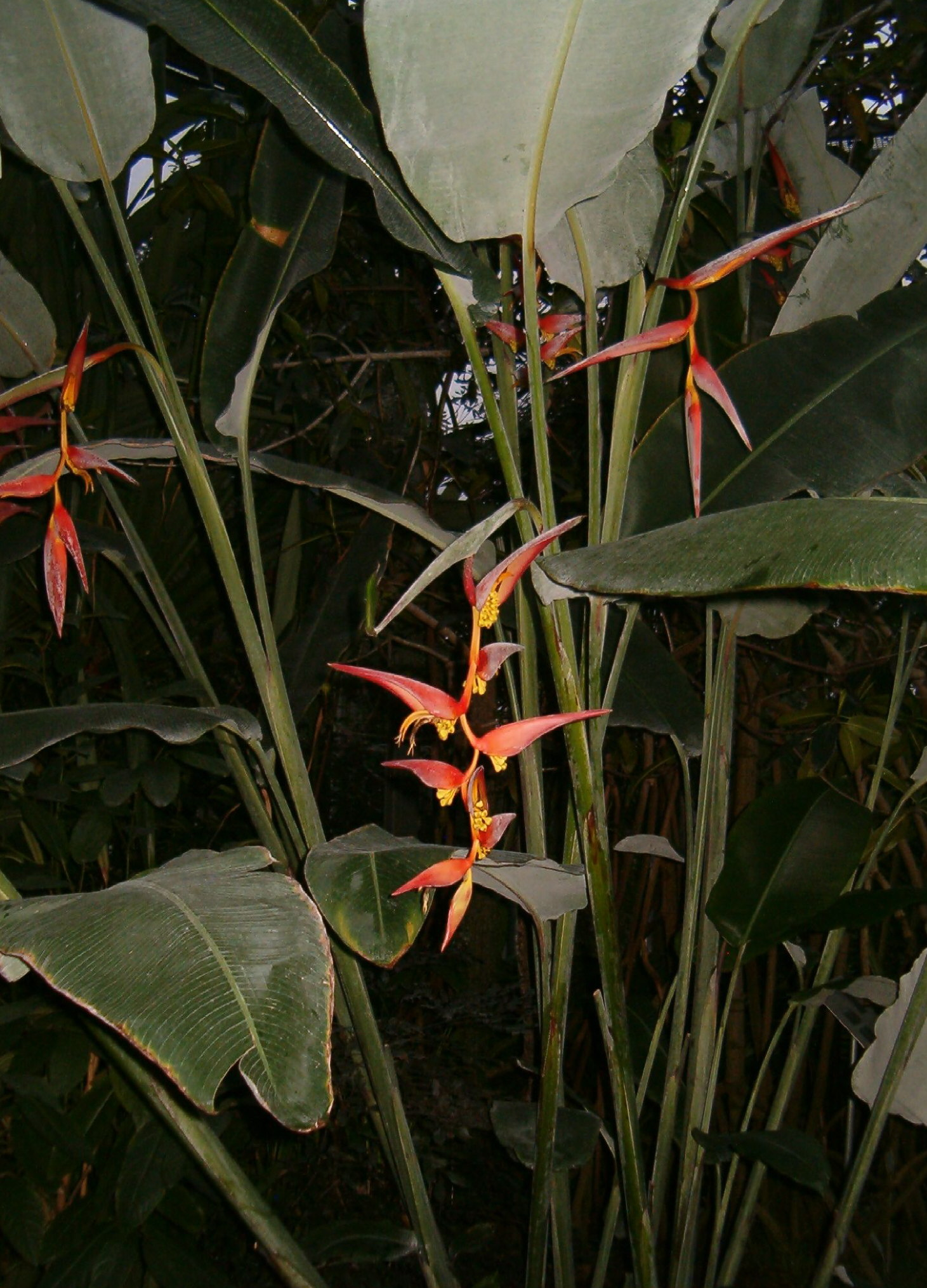
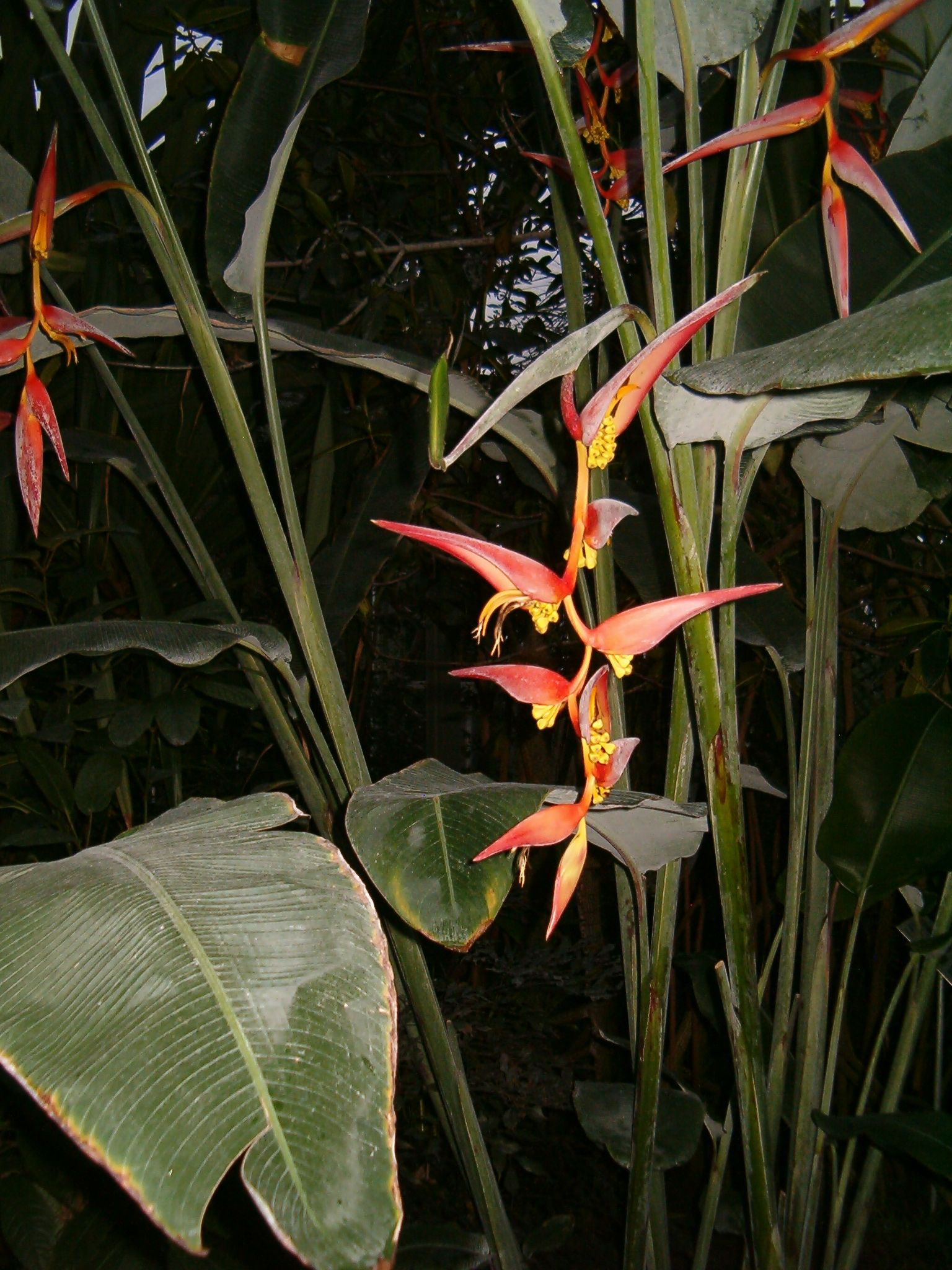
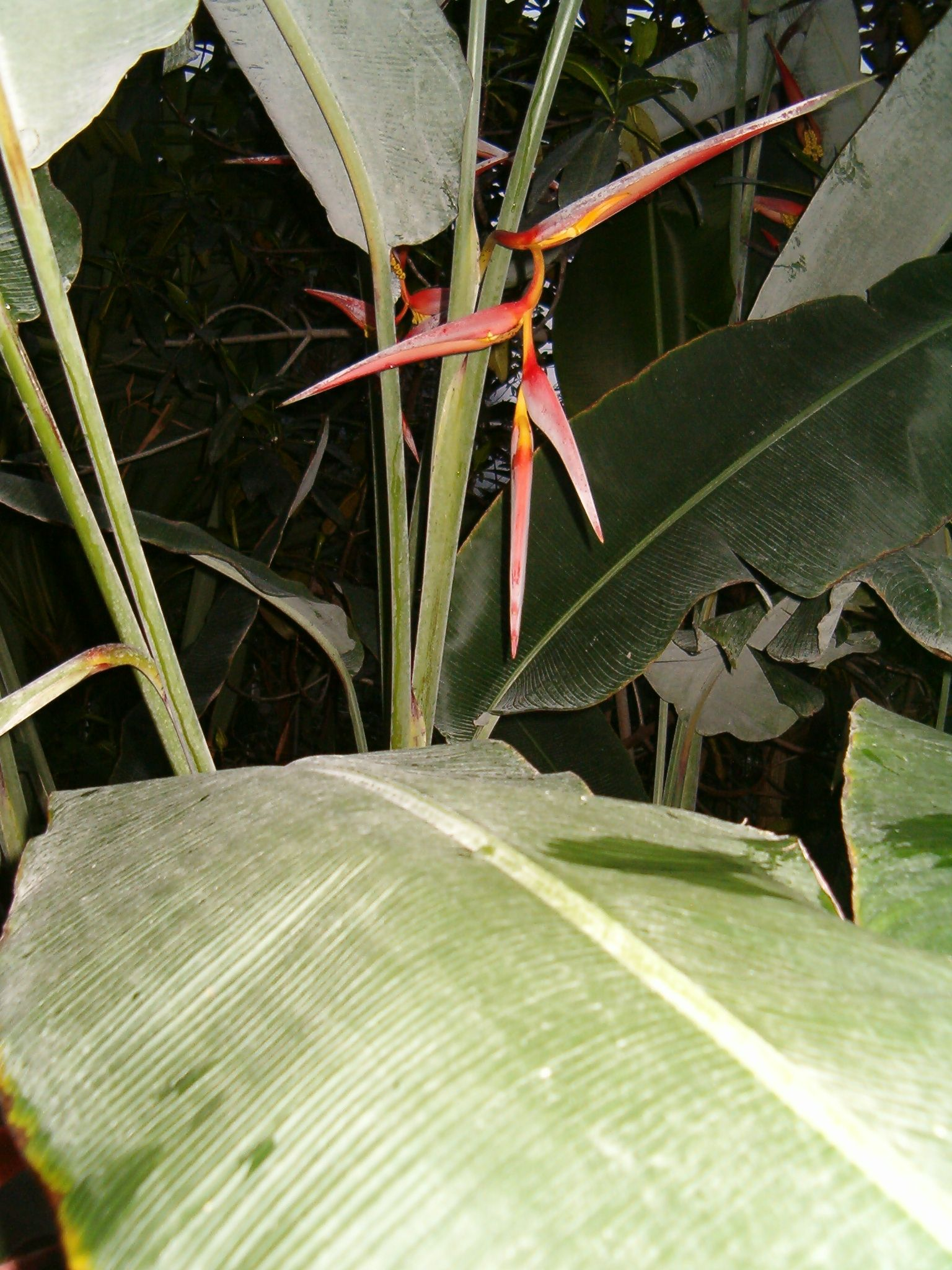